# Royston Town FC
Royston Town FC (celým názvem: Royston Town Football Club) je anglický fotbalový klub, který sídlí ve městě Royston v nemetropolitním hrabství Hertfordshire. Založen byl v roce 1875. Od sezóny 2018/19 hraje v Southern Football League Premier Division Central (7. nejvyšší soutěž). Klubové barvy jsou černá a bílá.
Své domácí zápasy odehrává na stadionu Garden Walk s kapacitou 5 000 diváků.

## Úspěchy v domácích pohárech
Zdroj: 
- FA Cup
  - 3. předkolo: 1998/99
- FA Trophy
  - 1. kolo: 2016/17
- FA Vase
  - 5. kolo: 2009/10

## Umístění v jednotlivých sezonách
Stručný přehled
Zdroj: 
- 1950–1951: Herts County League (Division Two)
- 1951–1955: Herts County League (Division One)
- 1955–1956: Herts County League (Division One "A")
- 1956–1959: Herts County League (Division One)
- 1959–1965: South Midlands League (Division One)
- 1965–1966: Herts County League (Division One)
- 1966–1968: Herts County League (Premier Division)
- 1968–1970: Herts County League (Division One)
- 1970–1971: Herts County League (Premier Division)
- 1971–1973: Herts County League (Division One)
- 1973–1977: Herts County League (Premier Division)
- 1977–1978: South Midlands League (Division One)
- 1978–1984: South Midlands League (Premier Division)
- 1984–1991: Isthmian League (Second Division North)
- 1991–1994: Isthmian League (Third Division)
- 1994–1997: South Midlands League (Premier Division)
- 1997–1998: Spartan South Midlands League (Premier Division North)
- 1998–2007: Spartan South Midlands League (Premier Division)
- 2007–2009: Spartan South Midlands League (Division One)
- 2009–2012: Spartan South Midlands League (Premier Division)
- 2012–2017: Southern Football League (Division One Central)
- 2017–2018: Southern Football League (Premier Division)
- 2018– : Southern Football League (Premier Division Central)

Jednotlivé ročníky
Zdroj: 
Legenda: Z – zápasy, V – výhry, R – remízy, P – porážky, VG – vstřelené góly, OG – obdržené góly, +/- – rozdíl skóre, B – body, červené podbarvení – sestup, zelené podbarvení – postup, fialové podbarvení – reorganizace, změna skupiny či soutěže
| Sezóny  | Liga                                                | Úroveň | Z  | V  | R  | P  | VG  | OG | +/- | B   | Pozice |
| ------- | --------------------------------------------------- | ------ | -- | -- | -- | -- | --- | -- | --- | --- | ------ |
| 2009/10 | Spartan South Midlands League (Premier Division)    | 9      | 42 | 27 | 3  | 12 | 118 | 67 | +51 | 84  | 4.     |
| 2010/11 | Spartan South Midlands League (Premier Division)    | 9      | 42 | 28 | 6  | 10 | 102 | 52 | +50 | 90  | 3.     |
| 2011/12 | Spartan South Midlands League (Premier Division)    | 9      | 42 | 34 | 2  | 6  | 125 | 44 | +81 | 104 | 1.     |
| 2012/13 | Southern Football League (Division One Central)     | 8      | 42 | 24 | 10 | 8  | 86  | 49 | +37 | 82  | 7.     |
| 2013/14 | Southern Football League (Division One Central)     | 8      | 42 | 21 | 10 | 11 | 80  | 58 | +22 | 73  | 7.     |
| 2014/15 | Southern Football League (Division One Central)     | 8      | 42 | 27 | 3  | 12 | 74  | 50 | +24 | 84  | 2.     |
| 2015/16 | Southern Football League (Division One Central)     | 8      | 42 | 25 | 8  | 9  | 99  | 46 | +53 | 83  | 2.     |
| 2016/17 | Southern Football League (Division One Central)     | 8      | 42 | 32 | 6  | 4  | 121 | 48 | +73 | 102 | 1.     |
| 2017/18 | Southern Football League (Premier Division)         | 7      | 46 | 24 | 5  | 17 | 84  | 65 | +19 | 77  | 7.     |
| 2018/19 | Southern Football League (Premier Division Central) | 7      | 42 |    |    |    |     |    |     |     |        |